# Jarosław Lis
Jarosław Lis (ur. 18 kwietnia 1961 w Ostrowie Wielkopolskim) – polski perkusista, współzałożyciel zespołu Rokosz, członek zespołów Big Cyc i Czarno-Czarni.

## Życiorys
Na perkusji zaczął grać w szkole średniej, jako samouk. Na stałe mieszka pod Ostrowem Wielkopolskim. Pojawia się w czołówce sitcomu Świat według Kiepskich oraz pojawiał się w czołówce sitcomu Daleko od noszy.
Od 2012 wspólnie z synami, Michałem i Piotrem, prowadzi autorską audycję muzyczną w kaliskim Radiu Centrum „Lisia nora”

## Dyskografia[5]
Big Cyc
- Z partyjnym pozdrowieniem (1990)
- Nie wierzcie elektrykom (1991)
- Miłość, muzyka, mordobicie (1992)
- Wojna plemników (1993)
- Frankenstein’s Children (1993)
- Nie zapomnisz nigdy (1994)
- Golonka, flaki i inne przysmaki (1995)
- Z gitarą wśród zwierząt (1996)
- Pierwsza komunia, drugie śniadanie, trzecia Rzeczpospolita (1997)
- Wszyscy święci (1999)
- Świat według Kiepskich (2000)
- Zmień z nami płeć (2002)
- Bombowe hity czyli the best of 1988–2004 (2004)
- Moherowe berety (2006)
- Szambo i perfumeria (2008)
- Na barykadzie rokędrola (2009)
- Zadzwońcie po milicję! (2011)
- Wiecznie żywy (2013)
- Big Cyc 25 lat. Przystanek Woodstock 2013  (2014)
- Jesteśmy najlepsi (2015)
- Czarne słońce narodu (2016)
- 30 lat z wariatami (2018)
- Jak słodko zostać świrem (2020)
- Polska muzyka (2020)
- Przystanek wolność (2022)
- Wolność słowa na kartonie (2023)
- Manifesto (2024)

Czarno Czarni
- Czarno-Czarni (1998)
- Niewidzialni (2000)
- Jasna strona księżyca (2002)
- Sułtani swingu (2004)
- Nudny świat (2009)
- The Power Of The Dance Floor (2013)
- Najlepsze piosenki (2014)
- Francuska miłość (2017)
- Live! (2022)

Rokosz
- Oceany (2007, reedycja)
- Historia polskiego reggae pisana w Ostrowie Wielkopolskim (2020)